# Journal des sçavans

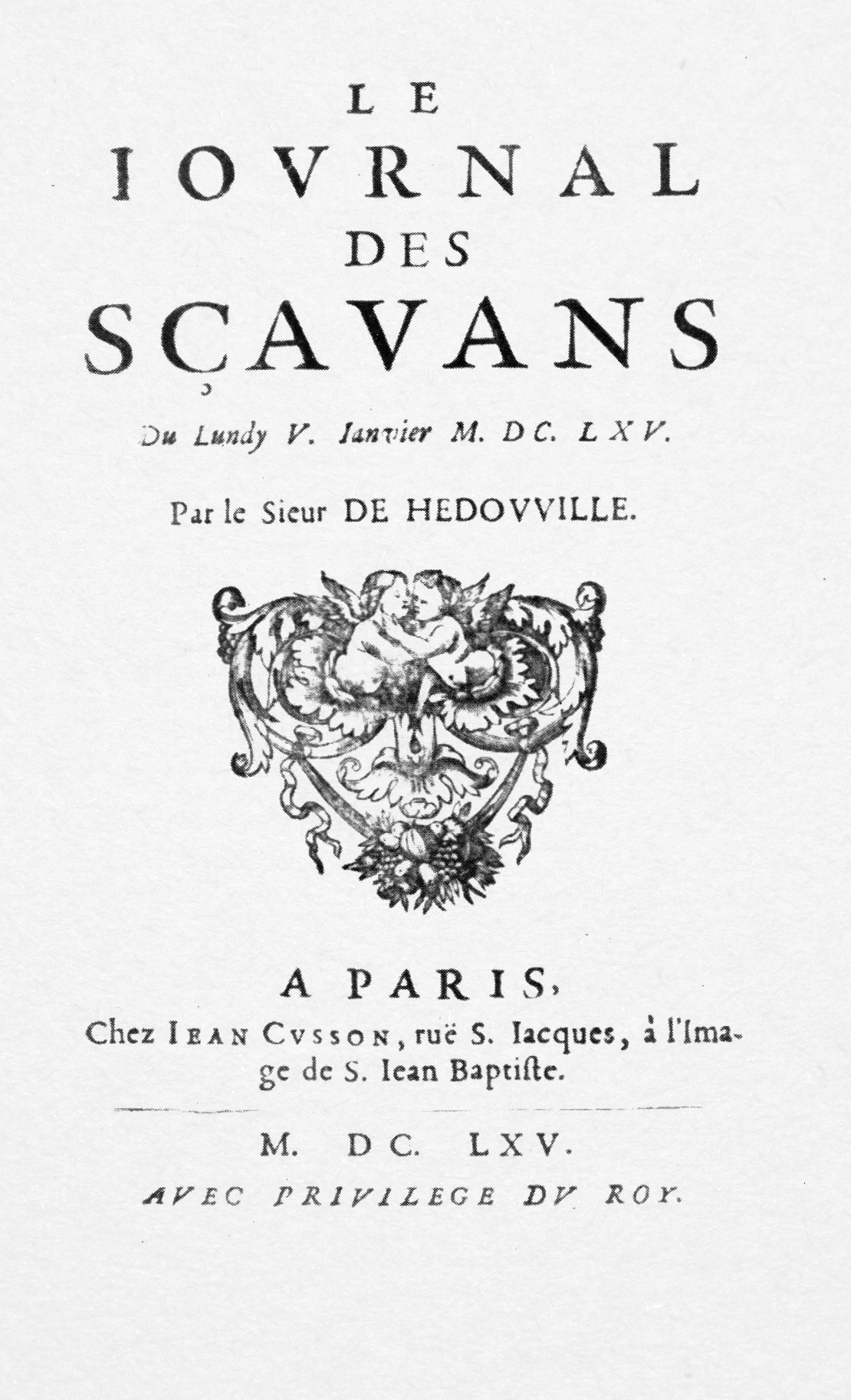
Portada del primer número de Journal des sçavans.

Journal des sçavans (más tarde renombrada como Journal des savants) fue la primera revista científica publicada en Europa, si bien desde un principio incluía contenido que se podría considerar no científico, tal como obituarios de hombres famosos e informes legales. Fundada por Denis de Sallo, la primera edición apareció en forma de un panfleto in quarto de doce páginas en París, el 5 de enero de 1665, poco antes de la aparición, el 6 de marzo de ese mismo año, de Philosophical Transactions of the Royal Society.
La revista cesó su publicación en 1792, durante la Revolución francesa, y, aunque reapareció brevemente en 1797 bajo el nuevo nombre de Journal des savants, no volvió a retomar su publicación regular hasta 1816. Desde entonces, Journal des savants pasó a ser más una revista literaria, dejando de publicar material científico significativo.